# Nordvästra federala distriktet
Nordvästra federala distriktet (Северо-Западный федеральный округ Severo-Zapadnyj federal'nyj okrug) är ett av Rysslands federala distrikt. Det består av den norra delen av det europeiska Ryssland, och har en folkmängd på 13 628 306 (1 januari 2006) spridda över en areal om 1 677 900 kvadratkilometer. Rysslands presidents nuvarande befullmäktigade ombud för det nordvästra distriktet är Ilja Klebanov.

## Demografi

### Federationssubjekt
Federationssubjekten i distriktet står förtecknade i tabellen nedan.
| Nordvästra federala distriktet |        |                     |                  |
| Nr                             | Flagga | Federationssubjekt  | Residensstad     |
| 1                              |        | Archangelsk oblast  | Archangelsk      |
| 2                              |        | Vologda oblast      | Vologda          |
| 3                              |        | Kaliningrad oblast  | Kaliningrad      |
| 4                              |        | Karelska republiken | Petrozavodsk     |
| 5                              |        | Komirepubliken      | Syktyvkar        |
| 6                              |        | Leningrad oblast    | Sankt Petersburg |
| 7                              |        | Murmansk oblast     | Murmansk         |
| 8                              |        | Nentsien            | Narjan-Mar       |
| 9                              |        | Novgorod oblast     | Novgorod         |
| 10                             |        | Pskov oblast        | Pskov            |
| 11                             |        | Sankt Petersburg    | Sankt Petersburg |